# Amir Drori
placa comemorativa
Vista da sepultura.
Amir Drori (1937-2005) foi um general israelense, fundador e o primeiro diretor geral da Autoridade de Antiguidades de Israel.

## Carreira militar
Amir Drori nasceu em Tel Aviv em 1937 e se formou na Escola Preparatória de Comando Júnior da IDF em Haifa. Ele foi convocado para as Forças de Defesa de Israel em 1955, onde ingressou na brigada de infantaria Golani. Durante a crise de Suez em 1956, Drori liderou uma equipe de demolição e participou dos combates em Rafah e no Sinai. Ele foi premiado com a Medalha da Coragem por sua participação no ataque israelense à aldeia síria de Tawafiq em 1960.
Durante a Guerra dos Seis Dias de 1967, Drori serviu como vice-comandante do 51º Batalhão de Golani e participou dos combates nas Colinas de Golã. Durante a subsequente guerra de atrito, ele comandou a 13ª Batalha de Golani, participando de combates nas colinas de Golã, no vale de Beit She'an, no vale do Jordão e ao longo do canal de Suez. Entre 1970 e 1972, ele atuou como diretor de operações do Comando Sul de Israel, sob Ariel Sharon. Em 1972, Drori recebeu o comando da Brigada Golani, que ele lideraria durante os intensos combates da Guerra do Yom Kippur de 1973. A brigada participou dos esforços para deter os sírios nas colinas de Golã, bem como nas batalhas pelo Monte Hermon e pela investida israelense na Síria. Ele foi ferido durante a Terceira Batalha do Monte Hermon, na qual suas tropas recapturaram o posto israelense ocupado por comandos sírios, mas retornaram para liderar a brigada durante os combates anteriores aos acordos finais de retirada de maio de 1974.
Em 1976, Drori foi nomeado para liderar a 36ª Divisão Blindada da IDF. Um ano depois, ele recebeu o posto de Aluf e foi nomeado chefe do departamento de operações da Diretoria de Operações. Ele passou a comandar o departamento de treinamento da IDF antes de receber o comando do Comando Norte de Israel em 1981. Ele desempenhou um papel significativo na Guerra do Líbano de 1982 (Operação Paz para a Galiléia), levando as forças israelenses aos portões de Beirute, lutando com o Exército Sírio e a Organização de Libertação da Palestina. Sua conduta durante o massacre de Sabra e Shatila foi investigada pela Comissão Kahan, que não via motivos para fazer recomendações contra ele. Drori serviu no Comando do Norte por mais um ano antes de partir em dezembro de 1983. Ele passou o ano seguinte estudando nos EUA.
Drori retornou a Israel em 1984 e recebeu o comando das forças terrestres da IDF, depois passou a chefiar a Diretoria de Operações da IDF e, em outubro de 1986, tornou-se o Vice-Chefe do Estado Maior. Aposentou-se da IDF em 1988, após não ter conseguido o cargo de Chefe do Estado Maior.

## Carreira civil

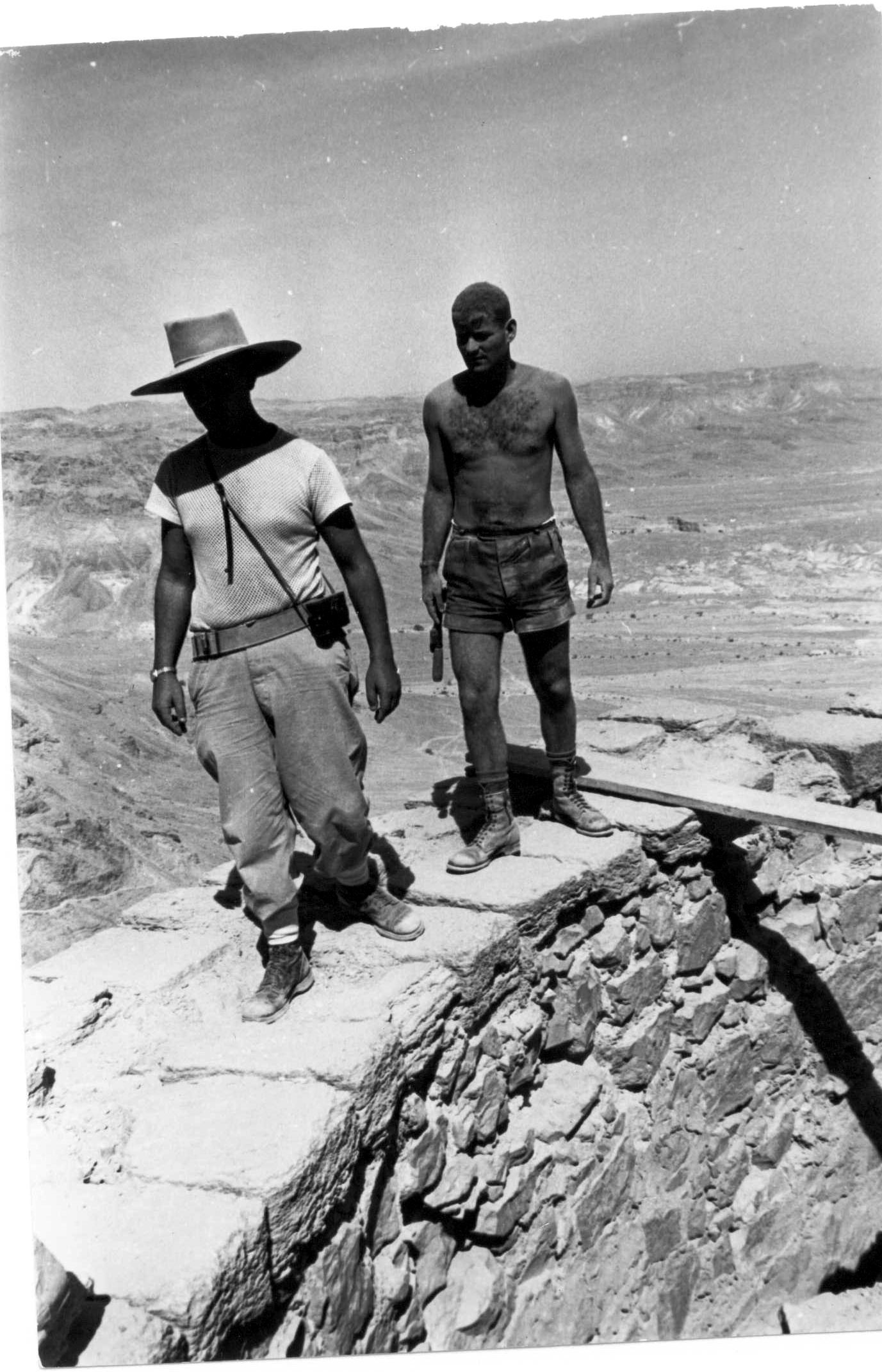
Amir Drori com Yigael Yadin em Massada, 1963

Entre 1961 e 1964, Drori estudou Arqueologia na Universidade Hebraica de Jerusalém, participando de várias escavações, incluindo a de Yigael Yadin em Massada. Ao se aposentar das IDF, foi nomeado chefe do Departamento de Antiguidades do Ministério da Educação de Israel. Sob sua orientação e liderança, o departamento foi ampliado e reestruturado, tornando-se em 1990 a Autoridade de Antiguidades de Israel (IAA), com Drori como seu primeiro diretor geral.
A posse de Drori no IAA foi atormentada por confrontos com elementos Haredi, que consideravam a exploração arqueológica de possíveis locais de sepultamento uma afronta ao judaísmo. Os partidos políticos de Haredi fizeram várias campanhas por sua demissão, chegando a ameaçar abandonar a coalizão governante, a menos que recebessem o controle das escavações de tumbas. Ocasionalmente, recebia ameaças de morte e tinha a reputação de ter sido alvo de uma Pulsa diNura, uma cerimônia cabalística que pretendia causar a morte de um indivíduo.
Apesar de enfrentar esses desafios, Drori deixou o cargo em 2000, depois de já ter garantido sua extensão.

## Morte
Amir Drori morreu em 12 de março de 2005, após sofrer um ataque cardíaco durante uma caminhada no Negev. As escavações da IAA no teatro romano de Tiberíades foram nomeadas em sua homenagem.